# Tasmacetus shepherdi
Il tasmaceto (Tasmacetus shepherdi) è un cetaceo odontoceto della famiglia Ziphiidae. Questo cetaceo è stato pochissimo studiato. In mare non era mai stato identificato con sicurezza e erano stati registrati solamente 28 spiaggiamenti. Nei primi mesi del 2012 è stato filmato per la prima volta in mare.

## Descrizione fisica
Il tasmaceto ha un lungo rostro che si restringe in una punta affusolata ed un melone inclinato. È l'unico zifide ad essere munito di un set completo di denti funzionanti. Il corpo è lungo circa sette metri e la pinna dorsale è situata a due-terzi della lunghezza del dorso. La pinna è falcata. Il dorso varia di colore dal bruno scuro al nero con macchie più chiare che corrono diagonalmente sui fianchi ed il ventre è più chiaro.

## Popolazione e distribuzione
Dei tasmaceti non esiste alcuna stima della popolazione. Nel 2003, erano stati ritrovati in tutto 20 esemplari provenienti dalla Nuova Zelanda, 3 dall'Argentina, 2 da Juan Fernández, 1 dall'Australia e 1 dalle isole Sandwich. Ci sono stati due avvistamenti di animali vivi - uno in Nuova Zelanda e uno alle Seychelles. Il 5 marzo 2004 un ventottesimo animale spiaggiato è stato ritrovato da un surfista sulla costa di Taranaki, a nord di Waitara, in Nuova Zelanda (vicino al sito del primo spiaggiamento del 1933). Questo esemplare è stato rimosso dal Dipartimento di Conservazione per effettuarne un'autopsia.

## Comportamento
Non è disponibile alcun informazione sulle dimensioni dei gruppi, sulle immersioni e sulle migrazioni. La scarsità delle informazioni è dovuta al fatto che questa specie ha un comportamento molto timido, o alla sua rarità, o ad entrambe.

## Conservazione
Non risulta che questa specie sia mai stata cacciata o uccisa accidentalmente dall'uomo.